# Jan van Staa
Jan van Staa (Utrecht, 27 mei 1955) is een Nederlands voetbaltrainer en voormalig voetballer.

## Loopbaan
Op 9-jarige leeftijd meldde Van Staa zich aan bij DOS, een van de voorlopers van FC Utrecht. In januari 1974 maakte de op dat moment 18-jarige middenvelder zijn debuut voor FC Utrecht in de Eredivisie. Van Staa kwam in totaal tot 177 eredivisiewedstrijden voor de Domstedelingen waarin hij 24 keer doel trof. In 1981 maakte Van Staa de overstap naar SC Heracles, waarvan hij later de aanvoerder werd. Met deze ploeg werd hij in 1985 kampioen van de Eerste divisie. Na een jaar Eredivisie volgde echter alweer degradatie. Na afloop van het seizoen 1987/1988 beëindigde Van Staa zijn actieve loopbaan.
In de jaren negentig was Van Staa als assistent-trainer, hoofdtrainer en hoofd opleidingen in dienst van achtereenvolgens Heracles en Go Ahead Eagles. Vanaf het seizoen 2004/2005 was hij assistent van hoofdtrainer Rini Coolen bij FC Twente. Na slechte resultaten stapte Coolen kort na de winterstop van 2006 op. Van Staa nam het roer over en na zeven wedstrijden waren er zes overwinningen en één gelijkspel behaald, waarna er werd gesproken van het Jan van Staa-effect. Het team kwalificeerde zich via de play-offs voor de Intertoto Cup 2006.
Ondanks zijn (korte) succes moest Jan van Staa aan het einde van het seizoen plaatsmaken voor de nieuwe trainer en tevens technisch manager Fred Rutten. Als scout bleef hij in dienst van FC Twente. Tevens is hij geregeld als voetbalanalist te zien bij RTV Oost.
Begin mei 2014 werd hij tijdens zijn werk in Denemarken getroffen door een hartinfarct. In 2016 verliet hij FC Twente en werd hij scout bij Trabzonspor.
Go Ahead Eagles stelde Van Staa op 5 december 2017 aan om tot het einde van het seizoen 2017/18 te dienen als hoofdtrainer.
Per 1 januari 2023 is Van Staa weer in dienst bij FC Twente als commercieel medewerker.